# Comuna Mileanca, Botoșani
Mileanca este o comună în județul Botoșani, Moldova, România, formată din satele Codreni, Mileanca (reședința), Scutari și Seliștea.
Proiecte pentru 2009: Modernizarea DC 21 Mileanca-Draguseni, reabilitarea, extinderea și dotarea Căminului Cultural Mileanca, construirea unui Centru social pentru îngrijirea bătrânilor - cu finanțare prin Asociația de Dezvoltare Intercomunitara Mileanca-Draguseni, constituită în anul 2008. Prin intocmirea și depunerea unui alt proiect, Consiliul local Mileanca visează atragerea fondurilor europene pe masura 322 a FEADR, alimentarea cu apa și canalizare în comuna Mileanca.
Se va continua programul de pietruire a drumurilor satesti din cele 4 sate ale comunei, va fi extinsă rețeaua de iluminat public din localitatea Mileanca, va fi amenajat centrul civic al reședinței de comună prin introducerea iluminatului public arhitectural în zona bisericii Sf. Nicolae și a Școlii cu clasele I-VIII Mileanca. Se mai are în vedere plantarea unor arbuști ornamentali (thuia) pe zona centrului civic, construirea unor stații de autobuz, precum și instalarea indicatoarelor de circulatie și a coșurilor de colectare a gunoiului menajer. Poate că se va repara și Școala Codreni.
(nu s-a mai realizat nimic din aceste planuri "mărețe")

## Demografie
Componența etnică a comunei Mileanca
     Români (92,36%)
     Alte etnii (0,09%)
     Necunoscută (7,55%)
Componența confesională a comunei Mileanca
     Ortodocși (86,71%)
     Penticostali (2,85%)
     Adventiști (2,42%)
     Alte religii (0,38%)
     Necunoscută (7,64%)
Conform recensământului efectuat în 2021, populația comunei Mileanca se ridică la 2.107 locuitori, în scădere față de recensământul anterior din 2011, când fuseseră înregistrați 2.726 de locuitori. Majoritatea locuitorilor sunt români (92,36%), iar pentru 7,55% nu se cunoaște apartenența etnică. Din punct de vedere confesional, majoritatea locuitorilor sunt ortodocși (86,71%), cu minorități de penticostali (2,85%) și adventiști (2,42%), iar pentru 7,64% nu se cunoaște apartenența confesională.

## Politică și administrație
Comuna Mileanca este administrată de un primar și un consiliu local compus din 11 consilieri. Primarul, Alexandru Azamfirei[*], de la Partidul Social Democrat, este în funcție din 2016. Începând cu alegerile locale din 2024, consiliul local are următoarea componență pe partide politice:
|  | Partid                          | Consilieri | Componența Consiliului | Componența Consiliului | Componența Consiliului | Componența Consiliului | Componența Consiliului | Componența Consiliului |
|  | ------------------------------- | ---------- | ---------------------- | ---------------------- | ---------------------- | ---------------------- | ---------------------- | ---------------------- |
|  | Partidul Social Democrat        | 6          |                        |                        |                        |                        |                        |                        |
|  | Partidul Național Liberal       | 3          |                        |                        |                        |                        |                        |                        |
|  | Alianța pentru Unirea Românilor | 1          |                        |                        |                        |                        |                        |                        |
|  | Alianța Dreapta Unită           | 1          |                        |                        |                        |                        |                        |                        |